# Ermanno
Ermanno (zm. w październiku 1166) – włoski duchowny, urzędnik kurii rzymskiej, kardynał.

## Życiorys
O jego pochodzeniu nic bliżej nie wiadomo. Zapewne studiował na jakimś uniwersytecie, gdyż był tytułowany jako magister. Od 1144 roku pracował w kurii papieskiej. W 1159 został papieskim subdiakonem, w 1165 kardynałem diakonem S. Angelo, a w 1166 kardynałem prezbiterem S. Susanna. W latach 1159–66 kierował pracami kancelarii papieskiej, ale formalnie nigdy nie został mianowany na urząd kanclerza.